# 广东广播电视台珠江之声
广东广播电视台珠江之声，是中国广东广播电视台旗下的一个广播频率，是广东省面向港澳地区（粤港澳大湾区）的外宣电台频率，也是全国第一个专门面向港澳地区、服务港澳地区的广播频率。

## 历史

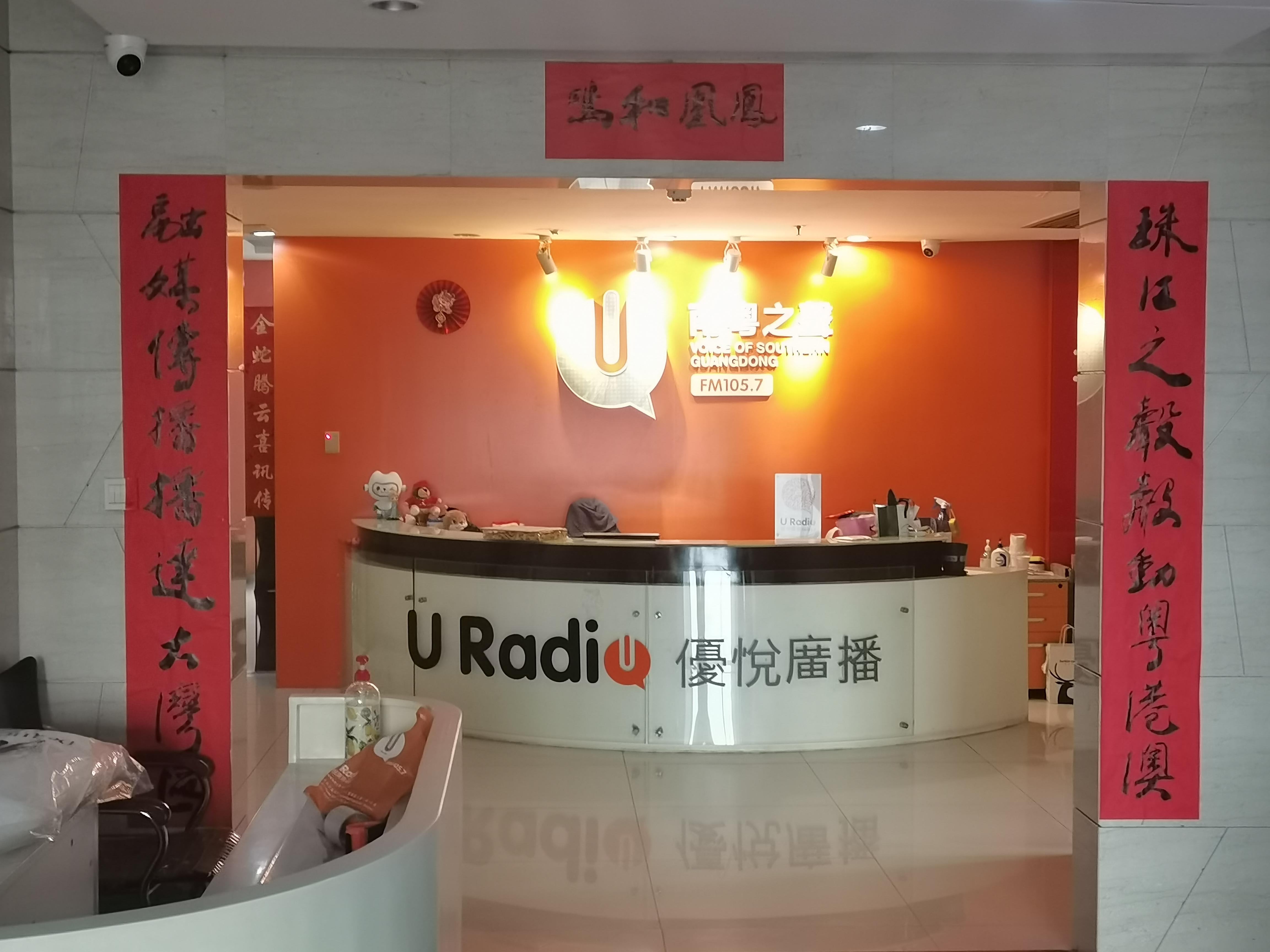
广东广播电视台珠江之声办公区，位于深圳市福田区岗厦北中国凤凰大厦一栋18楼，与广东广播电视台深圳记者站同一楼层办公

2003年5月30日，广东电台珠江经济台开设面向深圳市场的“深圳流行1057频率”试播，12月15日正式落地深圳，以资讯和音乐娱乐节目为主，以“爱深圳，爱生活”为定位。2004年8月20日，成为广东人民广播电台第九套节目，以“南粤之声” （FM105.7）正式播出，立足深圳，面向港澳地区广播。
2007年1月28日，南粤之声在深圳地铁华强北站内的“潮流前线地铁商场”启用深圳首个电台多媒体户外直播室。
2010年5月7日，与凤凰卫视旗下的凤凰优悦电台合作，并称深圳优悦广播（U Radio）。
2022年7月29日，南粤之声更名为珠江之声，以“声动大湾区”为定位，大幅增加粤语节目播出的比重。